# Heiltz-l'Évêque
Heiltz-l'Évêque é uma comuna francesa na região administrativa do Grande Leste, no departamento de Marne. Estende-se por uma área de 9.43 km², e possui 294 habitantes, segundo o censo de 2018, com uma densidade de 31 hab/km².